# C

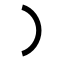
Etruskiskt C

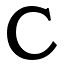
Latinskt C

C är den tredje bokstaven i det moderna latinska alfabetet.

## Uttal och användning
C uttalas normalt som S framför mjuk vokal (e, i, y, ä och ö) och som K framför hård vokal (a, o, u och å) och konsonant. I svenskan används bokstaven C dock normalt endast i ord med S-ljud och i dubbelteckning av k-ljudet som "ck", medan ord med K-ljud däremot normalt stavas med bokstaven K som exempelvis orden kamera, kanon och karavan, till skillnad från flera andra språk som normalt stavar ord med K-ljud med C, även om det finns undantag där C behålls, som exempelvis orden camping och cancer. Ett specialfall är "Caesar", där A i detta fall är stumt i svenskan, vilket för uttalet innebär att C föregår den mjuka vokalen E. Det beror på att det är fråga om en särskriven ligatur. I latinet skrivs ordet med ligatur, Æ "Cæsar" , vilket följer den nu nämnda regeln  i medeltida latinuttal. 
I bokstaveringssammanhang,skrivs  C som    Cesar detta möjligtvis för tydligheten i uttalet.
Uttalsreglerna av C liknar de svenska i många språk som använder det latinska alfabetet, det vill säga uttalet styrs av efterföljande ljud, men i klassiskt latin uttalades C alltid som K.
Bokstavskombinationen "ch" kan uttalas med sj-ljudet, exempelvis i "chock" och "choklad", eller tj-ljudet, exempelvis i "check". C ingår också i bokstavskombinationen "sch", vilken uttalas som sj-ljud exempelvis i "schimpans" eller "schäfer".

## Betydelser

### Versalt C
Versalt C kan vara:
- ett av de vanligaste programspråken. Se C (programspråk), C++ samt C#
- länsbokstav för Uppsala län.
- symbol för talet 12 i det hexadecimala talsystemet.
- förkortning för coulomb, SI-enheten för elektrisk laddning.
- i fysiken symbol för storheten kapacitans.
- grundtonen i den rena C-durskalan (spelas på piano med enbart de vita tangenterna). Ettstrukna C har frekvensen 261,626 Hertz.
- kemiskt tecken för grundämnet kol. Se även periodiska systemet.
- inom bibliotekens klassifikationssystem SAB beteckning för religion, se SAB:C.
- flera betydelser inom matematiken, bland annat komplexa talplanet.
- i det romerska talsystemet beteckning för talet 100, lat; centum.
- nationalitetsbeteckning för motorfordon från Kuba.
- betyget Underkänd i en äldre betygsskala.
- en klass torpedbåtar i den finländska marinen, se till exempel C 1 (torpedbåt, 1902).
- beteckning för Centerpartiet - (C).
- beteckning för det politiska partiet Centern i Finland.
- influensavirus typ C.
- Grad Celsius (°C), enhet för temperatur.
- Söndagsbokstav för normalår som börjar en fredag
- förkortning för centrum eller centralstation

### Gement c
- beteckning för ljusets hastighet (i vakuum).
- beteckning för kardinaltalet för de reella talen, kontinuum. c = 2Alef-0
- beteckning för flera myntsorter, bland annat cent och centime.
- inom kemi beteckning för koncentrationen i en kemisk lösning.
- förkortning för prefixet centi.

## Historia
Till det latinska alfabetet kom bokstaven C från det grekiska alfabetets gamma via etruskernas alfabet, som använde en variant av det grekiska alfabetet. Grekerna hade i sin tur fått sin bokstav "gamma" från feniciernas bokstav "gimel". Den kan härstamma från en egyptisk hieroglyf för en stavslunga (namnet på bokstaven ska då också ha kommit från namnet på vapnet), eller så föreställde bokstaven ursprungligen en kamel, eller snarare ett kamelhuvud (djuret hette "gamal" på gammal semitiska). Eftersom det etruskiska språket inte hade några tonande klusiler (/b/, /d/ och /g/), så kom den här bokstaven att användas för att skriva deras k-ljud. När romarna sedan övertog bokstaven användes den troligtvis i början både för /k/ och /g/, och först senare skapades bokstaven G  genom att lägga till ett vågrätt streck i högerkanten på C:et för att uttrycka /g/. Möjligtvis användes C ursprungligen bara för g-ljudet (och K för k-ljudet).

## Datateknik
I datorer lagras C samt förkomponerade bokstäver med C som bas och vissa andra varianter av C med följande kodpunkter:
| Unicode | Gemen |                                             | Unicode | Versal |                                               | Används bl.a. i följande språk                                                                                          |
| ------- | ----- | ------------------------------------------- | ------- | ------ | --------------------------------------------- | --- |
| U+0063  | c     | LATIN SMALL LETTER C                        | U+0043  | C      | LATIN CAPITAL LETTER C                        | de flesta där latinskt alfabet används                                                                                  |
| U+1D9C  | ᶜ     | MODIFIER LETTER SMALL C                     |         |        |                                               | |
| U+0107  | ć     | LATIN SMALL LETTER C WITH ACUTE             | U+0106  | Ć      | LATIN CAPITAL LETTER C WITH ACUTE             | polska, kroatiska, bosniska, högsorbiska, lågsorbiska, serbiska                                                         |
| U+0109  | ĉ     | LATIN SMALL LETTER C WITH CIRCUMFLEX        | U+0108  | Ĉ      | LATIN CAPITAL LETTER C WITH CIRCUMFLEX        | esperanto |
| U+010D  | č     | LATIN SMALL LETTER C WITH CARON             | U+010C  | Č      | LATIN CAPITAL LETTER C WITH CARON             | samiska, litauiska, lettiska, tjeckiska, slovakiska, slovenska, kroatiska, bosniska, högsorbiska, lågsorbiska, serbiska |
| U+010B  | ċ     | LATIN SMALL LETTER C WITH DOT ABOVE         | U+010A  | Ċ      | LATIN CAPITAL LETTER C WITH DOT ABOVE         | maltesiska |
| U+00E7  | ç     | LATIN SMALL LETTER C WITH CEDILLA           | U+00C7  | Ç      | LATIN CAPITAL LETTER C WITH CEDILLA           | franska, portugisiska, albanska, turkiska, azeriska, baskiska, gagauziska, katalanska, kurdiska, occitanska             |
| U+1E09  | ḉ     | LATIN SMALL LETTER C WITH CEDILLA AND ACUTE | U+1E08  | Ḉ      | LATIN CAPITAL LETTER C WITH CEDILLA AND ACUTE | |
| U+2105  | ℅     | CARE OF                                     |         |        |                                               | symbol, care of |
| U+00A2  | ¢     | CENT SIGN                                   |         |        |                                               | valutasymbol, cent |
| U+00A9  | ©     | COPYRIGHT SIGN                              |         |        |                                               | symbol, upphovsrätt |

I ASCII-baserade kodningar lagras C med värdet 0x43 (hexadecimalt) och c med värdet 0x63 (hexadecimalt).
I EBCDIC-baserade kodningar lagras C med värdet 0xC3 (hexadecimalt) och c med värdet 0x83 (hexadecimalt).
Övriga varianter av C lagras med olika värden beroende på vilken kodning som används, om de alls kan representeras.